# Etten-Leur
Etten-Leur este o comună în provincia Brabantul de Nord, Țările de Jos. Comuna este numită după cele două localități principale, Etten și Leur, care între timp s-au unit formând actuamente o singură localitate.